# پرروو
پرروو (به آلمانی: Prerow) یک شهر در آلمان است که در فرپومرن-روگن واقع شده‌است. پرروو ۱٬۶۶۵ نفر جمعیت دارد.